# エーグル級大型駆逐艦
| エーグル級大型駆逐艦                 | エーグル級大型駆逐艦            | エーグル級大型駆逐艦            |
| ------------------------------------ | ------------------------------- | ------------------------------- |
| エーグル級（アメリカ海軍の識別用写真 |                                 |                                 |
| 艦級概観                             |                                 |                                 |
| 艦種                                 | 大型駆逐艦                      | 大型駆逐艦                      |
| 就役開始                             | 1929年8月13日                   | 1929年8月13日                   |
| 除籍完了                             | 1959年9月9日                    | 1959年9月9日                    |
| 前級                                 | ゲパール級大型駆逐艦            | ゲパール級大型駆逐艦            |
| 次級                                 | ヴォークラン級大型駆逐艦        | ヴォークラン級大型駆逐艦        |
| 性能諸元                             |                                 |                                 |
| 排水量                               | 基準 2,441トン                  | 基準 2,441トン                  |
| 排水量                               | 満載 3,140トン                  |                                 |
| 全長                                 | 129m                            | 129m                            |
| 全幅                                 | 11.84m                          | 11.84m                          |
| 吃水                                 | 4.23m                           | 4.23m                           |
| 機関                                 | 68,000hp 2軸推進                | 68,000hp 2軸推進                |
| 機関                                 | ギヤードタービン4缶             | 2基                             |
| 速力                                 | 36ノット                        | 36ノット                        |
| 航続距離                             | 3,650海里（巡航速度：18ノット） | 3,650海里（巡航速度：18ノット） |
| 乗員                                 | 220人                           | 220人                           |
| 兵装                                 | 138mm砲                         | 5門                             |
| 兵装                                 | 37mm機関砲                      | 4門                             |
| 兵装                                 | 13.2mm機銃                      | 4挺                             |
| 兵装                                 | 550mm3連装魚雷発射管            | 2基                             |
| 兵装                                 | 機雷・爆雷                      |                                 |

エーグル級大型駆逐艦 (Contre-Torpilleur de classe Aigle) は、フランス海軍が保有した大型駆逐艦。6隻が建造された。
ゲパール級大型駆逐艦の改良型であり、新型の138mm砲と機関を採用している。艦名は鳥の名に由来する。
第二次世界大戦において、モロッコを拠点としたトーチ作戦により損傷した「ミラン」と「エペルヴィイ」の2隻は陸地に乗り上げ擱座、「アルバトロス」は大破し捕獲され、砲術練習艦となった。残る3隻は、ドイツ軍による接収を避けるためトゥーロンで自沈。イタリア軍により浮揚後の修復中、連合軍の空襲により失われた。「アルバトロス」は大戦後も使用され、1959年に除籍された。

## 同型艦
| 艦名                     | 就役           | 喪失               |
| ------------------------ | -------------- | ------------------ |
| エーグル（Aigle）        | 1932年10月10日 | 1942年11月27日自沈 |
| ボートゥール（Vautour）  | 1932年5月2日   | 1942年11月27日自沈 |
| アルバトロス（Albatros） | 1931年12月25日 | 1959年9月9日除籍   |
| ジェルフォー（Gerfaut）  | 1932年1月30日  | 1942年11月27日自沈 |
| ミラン（Milan）          | 1934年4月20日  | 1942年11月8日擱座  |
| エペルヴィイ（Épervier） | 1934年4月1日   | 1942年11月9日擱座  |

## 参考図書
- 「世界の艦船増刊第17集　第2次大戦のフランス軍艦」(海人社)

## 外部リンク

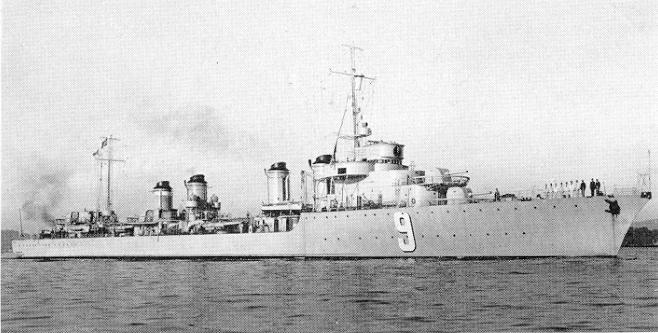
エーグル級
（アメリカ海軍の識別用写真）